# Deepwater Horizon (film)
Deepwater Horizon is een biografische rampenfilm uit 2016 onder regie van Peter Berg. De film is gebaseerd op het waargebeurde verhaal over de explosie op het Deepwater Horizon-boorplatform en de gevolgen daarop van de olieramp in de Golf van Mexico 2010. De film ging op 13 september 2016 in première op het Internationaal filmfestival van Toronto.

## Verhaal
In de Golf van Mexico vindt op 20 april 2010 op het booreiland Deepwater Horizon een explosie plaats met zeer veel schade. Het boorplatform zinkt en verliest honderdduizenden m³ olie. Medewerker op het booreiland Mike Williams leidt de inspanning om zijn collega-bemanningsleden in veiligheid te brengen en het lek te stoppen. De familie van Mike leeft thuis in spanning mee met de gebeurtenissen op het booreiland.

## Rolverdeling
| Acteur             | Personage                 |
| ------------------ | ------------------------- |
| Mark Wahlberg      | Mike Williams             |
| Kurt Russell       | Jimmy Harrell (Mr. Jimmy) |
| John Malkovich     | Donald Vidrine            |
| Gina Rodriguez     | Andrea Fleytas            |
| Dylan O'Brien      | Caleb Holloway            |
| Brad Leland        | Robert Kaluza             |
| Kate Hudson        | Felicia Williams          |
| Stella Allen       | Sydney Williams           |
| Ethan Suplee       | Jason Anderson            |
| Joe Chrest         | David Sims                |
| James DuMont       | Patrick O'Bryan           |
| Dave Maldonado     | Kapitein Curt Kutcha      |
| Douglas M. Griffin | Alwin Landry              |
| Juston Street      | Anthony Gervasio          |